# لارس لامبوي
لارس لامبوي (بالهولندية: Lars Lambooij)‏ (16 أبريل 1988 بتلبرغ في هولندا - ) هو لاعب كرة قدم هولندي في مركز الوسط. لعب مع غو أهد إيغلز ونادي فيندام.

## روابط خارجية
- لارس لامبوي على موقع قاعدة بيانات كرة القدم.إي يو (الإنجليزية)
- لارس لامبوي على موقع Soccerway.com (الإنجليزية)